# در جستجوی زمینه مشترک
در جستجوی زمینه مشترک (به انگلیسی: Search for Common Ground) نام انجمنی آمریکایی است که در سال ۱۹۸۲ تأسیس گشت و هدف از آن گسترش گفتگوی بین تمدن‌ها بوده.

## روابط با ایران
این سازمان آمریکایی، در حیطه روابط فرهنگی ایران و آمریکا نیز فعال بوده، و از سال ۱۹۹۶ به بعد سعی در ترتیب دادن بازدیدهای متقابل دانشمندان و ورزشکاران و هنرمندان ایران و آمریکا، و گسترش روابط فرهنگی ایران و آمریکا داشت. برخی روابط در دوران محمد خاتمی که این مؤسسه در برگزاری یا تسهیل آن شرکت داشت عبارتند از:
- تعویض دانش آموز میهمان بین ۲ کشور
- همکاری در ساخت و نمایش فیلم[۴]
- تبادلات متخصصین فلسفی و مذهبی (با شرکت جواد ظریف، کمال خرازی، شیرین هانتر، سید حسین نصر، توماس پیکرینگ (از شرکت بوئینگ) و چندی دیگر)[۲][پیوند مرده]
- همکاریهای محیط زیست
- همکاری دانش آموزی در زمینه نجوم: پروژه Project Starshine 2002
- شرکت تیمهای کشتی‌گیر آمریکایی در جام تختی در ۱۹۹۸[۵]
- ویدئوکنفرانس بین دانشگاه هاروارد و دانشگاه علوم پزشکی اصفهان و همکاریهای دیگر پزشکی[۶]
- نظرسنجی در مورد روابط ایران و آمریکا و موضوعات مشترک دیگر[۷]
- دیدار نماینده ایران در سازمان ملل (جواد ظریف) با سناتور آرلین سپکتر (از ایالت پنسیلوانیا) و رابرت نی (نماینده کنگره آمریکا از اوهایو) در سال ۲۰۰۴